# Rio-Bec-Stil
Als Rio-Bec-Stil wird ein Architekturstil der Maya aus dem präkolumbischen Mesoamerika bezeichnet. Der Baustil ist mehreren ehemaligen Mayastädten im zentralen Yucatán im mexikanischen Bundesstaat Campeche zuzuordnen.

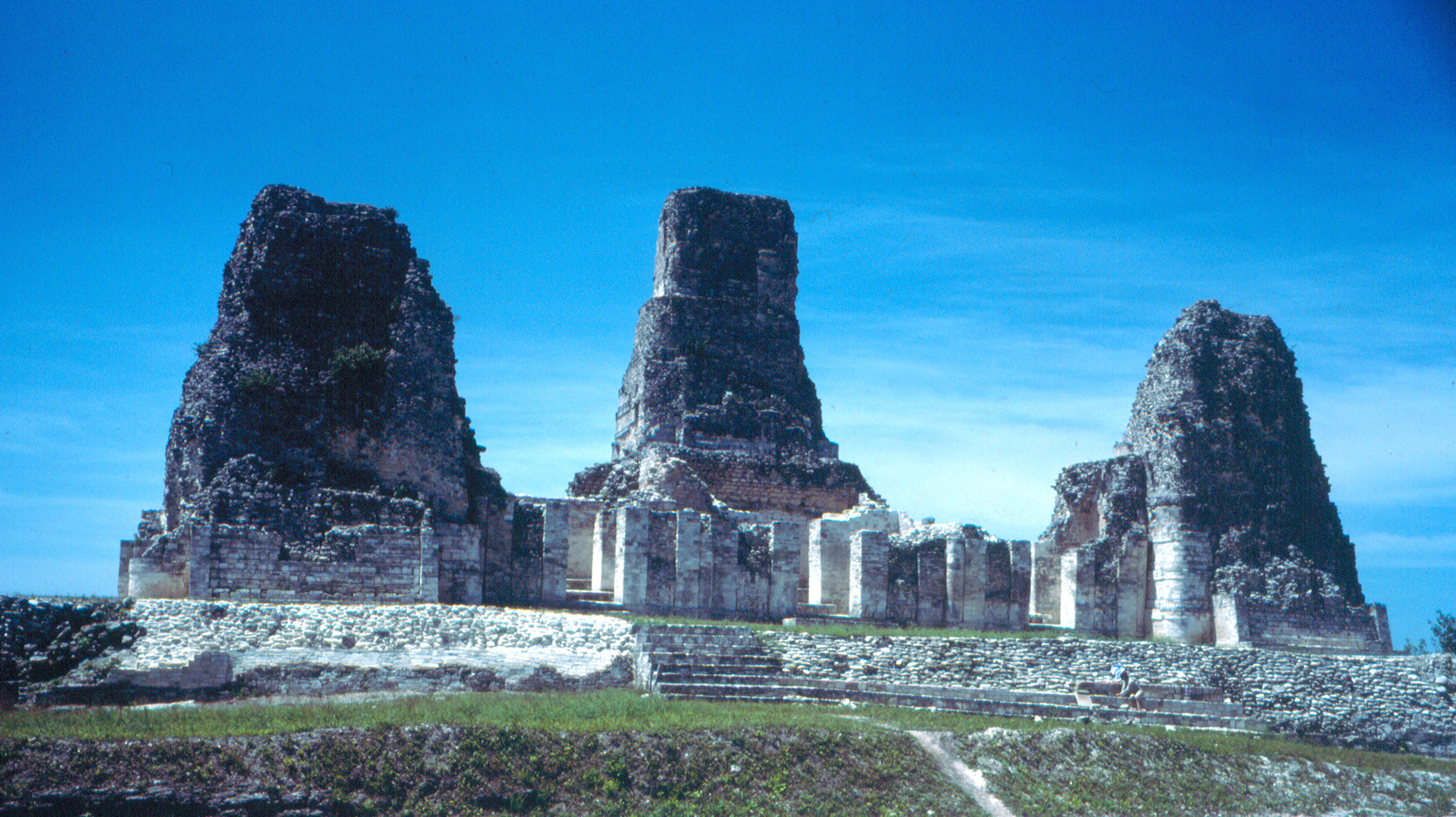
Ostseite des Hauptgebäudes der Gruppe I von Xpujil

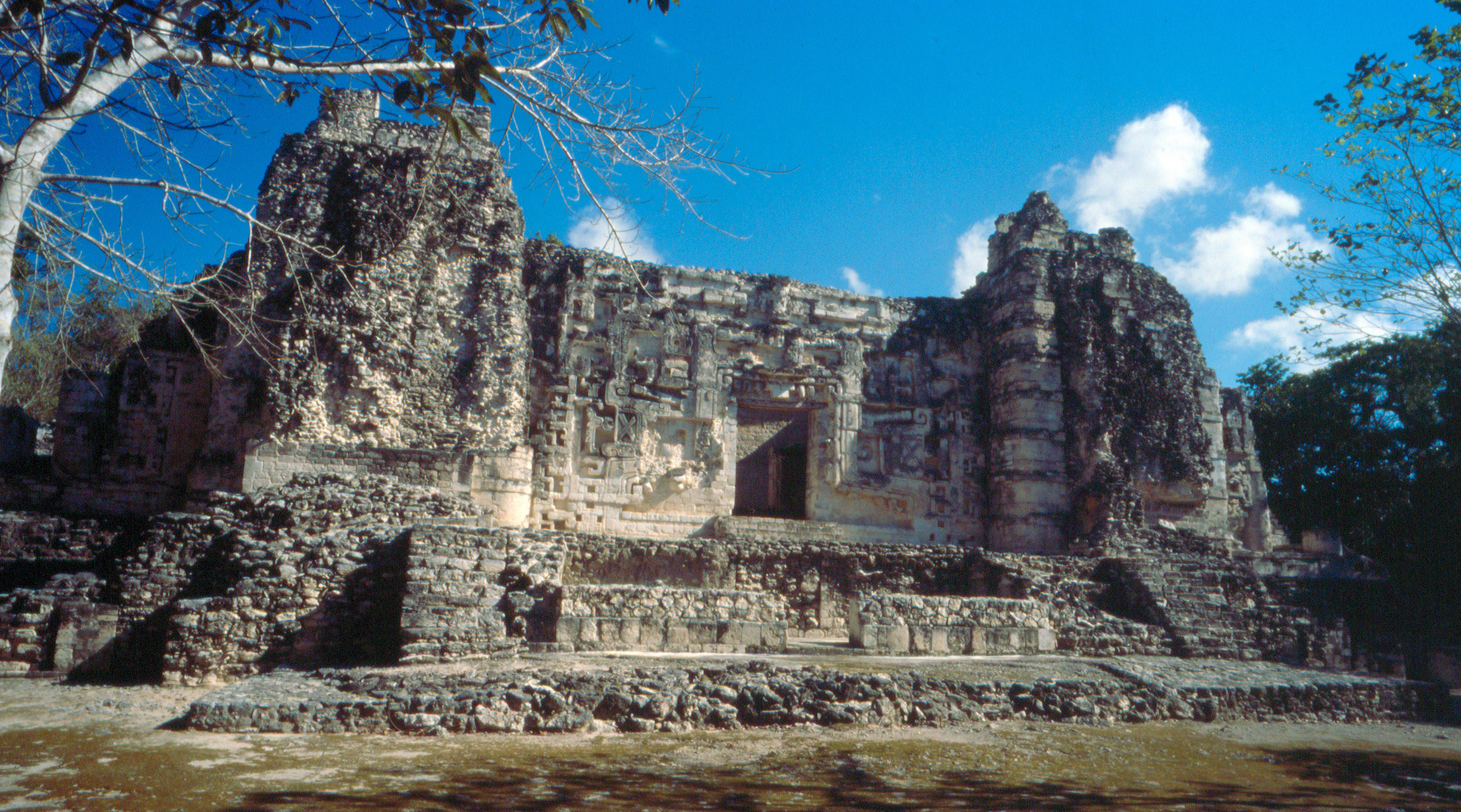
Südfassade des Gebäudes II in Hormiguero

Charakteristisch für den Rio-Bec-Stil sind Scheintürme und Scheintreppen, die lediglich der Dekoration dienen und nicht begehbar sind. Die zentralen Eingänge sind bei den repräsentativen Bauten oft als Schlangenmauleingänge gestaltet, die den Eindruck erwecken sollen, dass man durch das geöffnete Maul eines riesigen Reptils in das Innere des Gebäudes gelangt. Die Details der Darstellung des Schlangenmauls sind stark konventionalisiert und nicht leicht in ihrer Bedeutung zu erkennen. Die Fassaden weisen nur wenige Personendarstellungen, sondern hauptsächlich geometrische Formen wie Quadrate, Kreuze und Rauten als Verzierung auf. Nur auf wenigen, schlecht erhaltenen Monumenten sind Hieroglypheninschriften bekannt.
Zeitlich lässt sich der Rio-Bec-Stil in die Spätklassik (ca. 600–900 n. Chr.) einordnen. Bislang lassen sich etwa zwei Dutzend ehemalige Mayastädte dem Rio-Bec-Stil zuschreiben, die bekanntesten davon sind Calakmul, Kohunlich, Xpuhil, Becán, Chicanná, Río Bec und Hormiguero, die alle zugänglich sind. Weitere, bisher nur oberflächlich untersuchte und nicht für den Tourismus zugängliche, Orte sind u. a. Channá, Pechal, La Muralla, Peor es Nada, Payán, Pasión del Cristo, Okolhuitz, Ramonal, Culucbalom.
Eine Liste der diagnostischen Kennzeichnen des Río Bec Stil im Vergleich zum Chenes und Puuc-Stil siehe bei Puuc.